# Alfredo Clerici

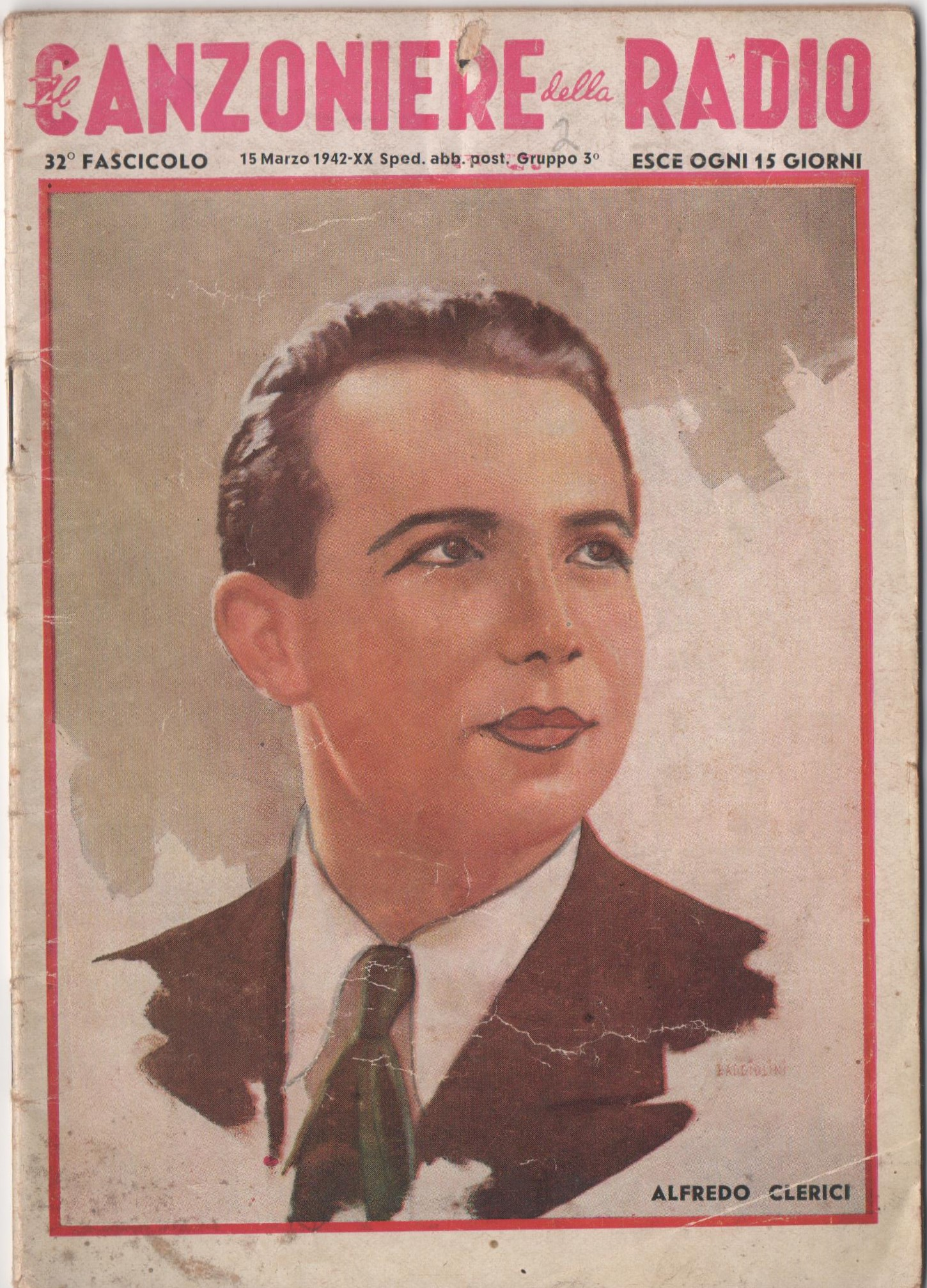
Alfredo Clerici, raffigurato sul n. 32 della rivista "Il Canzoniere della Radio" del 15 marzo 1942

Alfredo Clerici (Vigevano, 29 maggio 1911 – Vigevano, 3 marzo 1999) è stato un cantante italiano.

## Biografia
Dotato di una voce calda e melodiosa, cominciò a cantare quasi per gioco, finché entrò all'EIAR di Torino partecipando, iscritto da un'amica, al concorso per voci nuove Gara nazionale per gli artisti della canzone indetto dall'ente radiofonico nel 1938, debuttando a Radio Torino nel 1939 nelle orchestre di Angelini e Barzizza.
Nel dicembre dello stesso anno lanciò la canzone Fiorin fiorello di Mascheroni e Mendes, che divenne un successo mondiale, ripreso, tra gli altri, da Carlo Buti, Luciano Tajoli e Luciano Pavarotti.
Lo stesso autore Mascheroni con Panzeri scrisse per lui nel 1940 Fiorellin del prato, altro grande successo, nello stesso anno conobbe e sposò l'attrice e mezzosoprano Alda Mangini con la quale, insieme a Navarrini, fondò una compagnia di avanspettacolo che girò l'Italia con successo e permise al giovane Walter Chiari di approdare nel mondo dello spettacolo.
Walter rimase molto legato ai due coniugi, tanto da diventare padrino di cresima del loro figlio Dario, purtroppo Alda morì a soli quarant'anni nel 1954 a Roma durante la lavorazione di un film.
Alfredo continuò la carriera fino alla fine degli anni sessanta, quando si ritirò nella sua Vigevano insieme alla seconda moglie Lucia.
Nel 1998 gli fu dedicata un'intera puntata della trasmissione televisiva Ci vediamo su RAI 1, condotta da Paolo Limiti, che lo mise in contatto telefonico con la collega Lina Termini, in un momento di ricordi molto toccante.
Muore a Vigevano nel 1999; riposa nel locale cimitero.
Tra i suoi maggiori successi, si ricordano: A Capocabana, Com'è bello far l'amore quanno è sera, Serenata a Juanita, Violetta, L'ultimo valzer, Sospiratella e Maria de Bahia.